# Full Moon (canción)
«Full Moon» (en hangul, 보름달; romanización revisada, Boreumdal), es una sencillo grabado por la cantante surcoreana Sunmi con Lena, antigua aprendiz de JYP Entertainment, como invitada. Escrita y producida por Brave Brothers, la canción fue lanzada el 17 de febrero de 2014 por JYP como el sencillo principal del miniálbum homónimo.

## Antecedentes y lanzamiento
La canción marca la primera colaboración de JYP Entertainment y Brave Entertainment, como se menciona en el primer verso de la canción: «The first collaboration of JYP, and Brave Sound, here we come, Sunmi».

## Recepción crítica
The Korea Herald dijo que la canción «ofrece un sonido fresco, alejándose alegremente del estilo musical típico que se encuentra en muchos lanzamientos recientes de JYP. Los maravillosos riffs de metal y guitarra junto con los sensuales ritmos de tambor se mezclan bien con la voz ronca de Sunmi. La repetición hipnótica de la del coro, "eh eh eh", es adictiva y se suma al tono seductor de la canción».

## Uso en otros medios
La danza de fusión de Perla y Garnet en el episodio de Steven Universe, Pedido de ayuda (que se emitió el 13 de julio de 2015), se inspiró en la coreografía de «Full Moon» con guiones gráficos sincronizados con la canción.

## Posicionamiento en listas

### Semanales
| Lista (2014)                         | Mejor posición |
| ------------------------------------ | -------------- |
| Corea del Sur (Gaon Digital Chart)   | 2              |
| Corea del Sur (K-pop Hot 100)        | 3              |
| Estados Unidos (World Digital Songs) | 13             |

### Mensual
| Lista (2014)                       | Mejor posición |
| ---------------------------------- | -------------- |
| Corea del Sur (Gaon Digital Chart) | 8              |

### Anual
| Lista (2014)         | Mejor posición |
| -------------------- | -------------- |
| Corea del Sur (Gaon) | 57             |

## Premios y nominaciones
| Año  | Premio                       | Categoría                 | Resultado | Ref.  |
| ---- | ---------------------------- | ------------------------- | --------- | ----- |
| 2014 | 16th Mnet Asian Music Awards | Mejor coreografía – Solo  | Ganador   | [ 9 ] |
| 2015 | 5th Gaon Chart Music Awards  | Canción del año – febrero | Nominado  |       |
| 2015 | 24th Seoul Music Awards      | Premio bonsang            | Nominado  |       |

### Victorias en programas musicales
| Programa       | Fecha              | Ref.   |
| -------------- | ------------------ | ------ |
| Inkigayo (SBS) | 2 de marzo de 2014 | [ 10 ] |